# Stefanie Göttsche
Stefanie Göttsche (* 15. April 1972 in Buchholz) ist eine ehemalige deutsche Basketballspielerin.

## Laufbahn
Die 1,88 Meter große Göttsche spielte bis 1990 Basketball und Volleyball an der Staples High School im US-Bundesstaat Connecticut und erbrachte in beiden Sportarten herausragende Leistungen. Von 1990 bis 1994 gehörte sie dann der Basketballmannschaft des Providence College (Bundesstaat Rhode Island) an, während sie ein Studium im Fach Marketing absolvierte. In insgesamt 120 Einsätzen für die „Friars“ erzielte sie im Schnitt 9,2 Punkte sowie 6,1 Rebounds je Begegnung und lag mit 1104 verbuchten Punkten auf dem 15. Rang der ewigen Korbschützenliste der Hochschulmannschaft, als sie diese 1994 verließ.
1994 wechselte Göttsche nach Deutschland, spielte ein Jahr bei Wemex Berlin, gefolgt von drei Jahren beim Osnabrücker SC (1995 bis 1998). Mit Gold-Zack Wuppertal gewann die Flügel- und Innenspielerin in den Spielzeiten 1998/99 sowie 1999/2000 jeweils die deutsche Meisterschaft. 2000 wechselte sie zu Luleå Basket nach Schweden, stand in der Saison 2001/02 beim spanischen Verein P.C. Mendibil unter Vertrag und bestritt zu Beginn der Saison 2002/03 drei Partien für BPT Rovereto Basket (Italien).
Anschließend kehrte Göttsche in die Vereinigten Staaten zurück und wurde dort beruflich für einen Ausrüstungsdienstleister tätig.

### Nationalmannschaft
Zwischen 1994 und 2002 bestritt sie 86 A-Länderspiele für Deutschland. Sie nahm an den Europameisterschaftsturnieren 1995 und 1997 (Gewinn der Bronzemedaille) sowie an der Weltmeisterschaft 1998 teil.